# Franz Blücher
Pour les articles homonymes, voir Blücher.
Franz Blücher, né le 24 mars 1896 à Essen et mort le 26 mars 1959 à Bad Godesberg, est un homme politique ouest-allemand d'idéologie libérale.
Après avoir participé à la fondation du Parti libéral-démocrate (FDP), il en est élu président fédéral en 1949, devenant dans le même temps vice-chancelier d'Allemagne et ministre fédéral des Affaires du plan Marshall. Il quitte le FDP en 1956, opposé à son rapprochement avec les sociaux-démocrates, et rejoint le Parti populaire libéral (FVP), qui fusionne un an plus tard avec le Parti allemand (DP).

## Formation et carrière
Franz Blücher obtient son Abitur en 1914 et commence des études d'histoire et de sciences politiques. Il passe toutefois les quatre années suivantes à servir dans la Reichswehr au cours de la Première Guerre mondiale, d'abord comme soldat, puis comme officier de réserve. À l'issue du conflit, il est fait prisonnier de guerre par l'armée française et n'est libéré qu'en 1920. Son père est décédé entretemps et il doit interrompre ses études pour des raisons financières et commencer à travailler. Il effectue un apprentissage de d'employé de commerce dans la Allgmeinen Bauverein Essen. Dès 1921, il est chargé d'affaires de cette entreprise. De 1922 à 1926, il travaille dans l'industrie. Dès 1926, il devient chef de service chez GAGFAH à Essen, puis prend neuf ans plus tard la direction d'une entreprise de gestion de fortune dans la même ville. De 1938 à 1943, il est fondé de pouvoir de la banque J. H. Vogeler à Düsseldorf et de 1943 à 1946 directeur de la Banque nationale à Essen.

## Vie militante

### Apolitique jusqu'en 1945
Sous la République de Weimar, il n'appartient à aucun parti, et à l'époque du Troisième Reich il se tient à l'écart de la vie politique et du Parti national-socialiste des travailleurs allemands (NSDAP).

### Un fondateur du FDP
Après la Seconde Guerre mondiale à Essen, il participe avec Hans Wolfgang Rubin et Hans-Wilhelm Beutler à la création du Parti libéral-démocrate (LDP), qui constituera plus tard la section locale du FDP. Le 7 janvier 1946, lorsqu'un parti libéral est fondé pour l'ensemble de la zone d'occupation britannique à Opladen, il suggère le nom de Parti libéral-démocrate (FDP). Il en prend la présidence dans la zone d'occupation britannique en Allemagne quatre mois plus tard, au congrès de Bad Pyrmont.

### De la présidence du parti à la scission
Élu vice-président fédéral du parti en 1948, Franz Blücher devient président du FDP en 1949, en tant que candidat de compromis entre l'aile droite et l'aile gauche du parti. Il est remplacé en 1954 par Thomas Dehler, issu de la gauche du parti, et quitte le FDP en février 1956. Il s'oppose en effet à l'alliance conclue entre les libéraux et les sociaux-démocrates dans le Land de Rhénanie-du-Nord-Westphalie, et adhère au Parti populaire libéral (FVP), formé par des députés et ministres du FDP eux aussi opposés à cette coalition. Un an plus tard, le FVP fusionne avec le Parti allemand (DP).

## Parcours institutionnel

### Les débuts régionaux
En 1946 et 1947, Franz Blücher est membre du parlement du Land de Rhénanie-du-Nord-Westphalie et du conseil de la zone d'occupation britannique. Du 10 septembre 1946 au 17 juin 1947, il est également Ministre des finances du Land de Rhénanie-du-Nord-Westphalie dans le gouvernement Rudolf Amelunxen. Il démissionne de ces fonctions un an plus tard, à la suite de son entrée au conseil économique de la bizone, dont il préside le groupe FDP. Il y siège jusqu'en 1949.

### Carrière fédérale et européenne
Élu député de Rhénanie-du-Nord-Westphalie au Bundestag lors des premières élections fédérales, en 1949, Franz Blücher est nommé vice-chancelier et ministre fédéral des Affaires du plan Marshall le 20 septembre suivant, sous la direction du chancelier chrétien-démocrate Konrad Adenauer. Il représente notamment le gouvernement fédéral au sein de l'Autorité internationale de la Ruhr jusqu'en 1951, et au couronnement d'Élisabeth II, en 1953.
À la suite des élections fédérales qui se tiennent cette même année, le titre de son portefeuille est transformé en ministère fédéral de la Coopération économique, mais ses fonctions restent toujours de garantir la distribution et la bonne utilisation des crédits du « plan Marshall » en Allemagne de l'Ouest. De 1955 à 1957, il est vice-président du conseil ministériel de l'Organisation européenne de coopération économique.
Du fait de son départ du FDP, il est contraint de quitter son groupe parlementaire le 15 février 1956. Avec les quinze autres députés fédéraux, il devient non-inscrit jusqu'à la création du groupe parlementaire du FVP le 26 juin suivant. Le FVP ayant ensuite fusionné avec le DP, il rejoint son groupe parlementaire le 14 mars 1957. Il est réélu député le 15 septembre de la même année, sous les couleurs du DP. La CDU ne lui a pas opposé de concurrent dans la circonscription de Göttingen-Münden. Il quitte le cabinet le 29 octobre. 
Il démissionne du Bundestag en 1958 pour entrer à la Haute Autorité de la Communauté européenne du charbon et de l'acier (CECA) où il siège jusqu'à sa mort, un peu plus d'une année plus tard.

## Prix et distinctions
Franz Blücher reçoit en 1954 le titre de docteur honoris causa de l'Université libre de Berlin et en 1957 le même titre de l'université du Pendjab, à Lahore.
Il a également reçu les décorations suivantes :
- Grand-croix de l'Ordre du mérite de la République fédérale d'Allemagne (1954).
- Grand-croix de l'Ordre de Georges Ier (1954).
- Grand-croix de l'Ordre du mérite de la République italienne (1955).
- Insigne d'or de l'ordre du mérite autrichien (1956).